# フィル・ティペット
フィル・ティペット（Phil Tippett, 1951年9月27日 - ）は、アメリカのストップモーション・アニメーターで、特殊効果スタッフ、または映画監督。イリノイ州出身。カリフォルニア大学アーバイン校卒。

## 経歴
7歳の時にレイ・ハリーハウゼンの『シンバッド七回目の航海』を見て特殊撮影に魅せられ、その道を志した。
カリフォルニア大学でデニス・ミューレンと出会い、『スター・ウォーズ エピソード4/新たなる希望』に参加し、モンスター・チェスの場面などを担当。『スター・ウォーズ エピソード5/帝国の逆襲』では冒頭のトーントーンや銀河帝国軍のAT-ATのシーンを作り出し、一躍有名になる。
1981年、映画『ドラゴンスレイヤー』の為にストップモーションを洗練した独自の手法「ゴー・モーション」を開発する。
1983年の『スター・ウォーズ エピソード6/ジェダイの帰還』ではILMのクリーチャー部門主任として参加、アカデミー賞で特殊視覚効果賞を受賞した。
1984年にはILMから独立してSFX会社ティペット・スタジオを設立。『ロボコップ』シリーズなどを手掛ける。
自身が恐竜マニアで独自に研究も重ねており、1985年には恐竜時代を描いたストップモーション・アニメによる短編『Prehistoric Beast』を監督した。
また製作にも進出。1987年の『ロボコップ』はもともとティペットのストップモーション・アニメの技術を前提とした企画で、シリーズ3作でストップモーション・アニメを製作しただけでなく第1作と第2作ではアソシエイト・プロデューサーも担当した。
しかし1991年、スティーヴン・スピルバーグ監督の映画『ジュラシック・パーク』で転機を迎える。当初この映画では恐竜の表現にゴー・モーションを使う予定だったが、デニス・ミューレン率いるILMが試作したコンピュータグラフィックス（CG）の恐竜の映像が素晴らしかったためティペットは降板となる。CGの恐竜を見たティペットは己の存在価値が無くなったと絶望し、肺炎にかかり２週間寝込んだという。作品の「私は失業（絶滅）だ」という台詞は実際にティペットがCG恐竜の感想として漏らした言葉である。
しかしながらILMのCGスタッフも恐竜の細部の動作に個性を与える事は出来ず、ティペットは再び招聘されストップモーション・アニメのように動きを一コマずつコンピュータに入力するDID（Dinosaur Input Device=恐竜入力装置）を開発し恐竜全体の動きを監修するだけでなく、CGスタッフたちにも恐竜の動きを教え、再びアカデミー賞で特殊視覚効果賞を受賞。ティペットのアニマティックスの一部は本作DVDに収録されている特典映像で見る事ができる。
1997年の『スターシップ・トゥルーパーズ』でもDIDを使用し、CGIによる昆虫型エイリアンを演出した。2004年には続編となる『スターシップ・トゥルーパーズ2』で長編監督デビュー。また両方で視覚効果と製作補を兼任した。
2012年5月、個人的な企画として1990年に着想し一旦ボツになったストップモーション短編シリーズ『マッドゴッド』を再始動させるため、クラウドファンディングサービスのKickstarterでその第一部の制作資金を募り、4万ドルの目標額を大きく上回る12万4156ドルを獲得した。『MAD GOD』の第一部は2013年12月に完成し、カリフォルニア州のニュー・パークウェイ・シアターで初公開された。また、現在では公式ウェブサイト上でも有償公開されている。このシリーズに関しては、フィル・ティペット自身がライフワークであると公言しており、2014年には第二部の資金をKickstarterで集めた（6万ドルの目標額に対して6万1567ドル獲得）ほか、公式サイトには第三部の公開枠も既に用意されている。

## フィルモグラフィー
- スター・ウォーズシリーズ
  - スター・ウォーズ Star Wars（1977)
  - スター・ウォーズ/帝国の逆襲 Star Wars: The Empire Strikes Back (1980)
  - スター・ウォーズ/ジェダイの復讐 Star Wars: Return of the Jedi (1983)
  - スター・ウォーズ/フォースの覚醒 Star Wars: The Force Awakens (2015)
- ドラゴンスレイヤー Dragonslayer  (1981)
- ロボコップシリーズ
  - ロボコップ RoboCop (1987)
  - ロボコップ2 RoboCop 2 (1990)
  - ロボコップ3 RoboCop 3 （1993）
- ジュラシック・パーク Jurassic Park (1993)
- ドラゴンハート Dragonheart (1996)
- スターシップ・トゥルーパーズ Starship Troopers (1997)
- ヴァイラス Virus (1999)
- スターシップ・トゥルーパーズ2 Starship Troopers 2: Hero of the Federation (2003) 監督
- スパイダーウィックの謎 The Spiderwick Chronicles (2008)
- ニュームーン/トワイライト・サーガ The Twilight Saga: New Moon (2009)
- エクリプス/トワイライト・サーガ The Twilight Saga: Eclipse (2010)
- トワイライト・サーガ/ブレイキング・ドーン Part1 The Twilight Saga: Breaking Dawn – Part 1 (2011)
- トワイライト・サーガ/ブレイキング・ドーン Part2 The Twilight Saga: Breaking Dawn – Part 2 (2012)
- マッドゴッド Mad God (2021)

## 受賞とノミネート
| 賞               | 年   | 部門                          | 作品名                          | 結果       |
| ---------------- | ---- | ----------------------------- | ------------------------------- | ---------- |
| アカデミー賞     | 1981 | 視覚効果賞                    | ドラゴンスレイヤー              | ノミネート |
| アカデミー賞     | 1983 | 特別業績賞 (視覚効果に対して) | スター・ウォーズ/ジェダイの復讐 | 受賞       |
| アカデミー賞     | 1988 | 視覚効果賞                    | ウィロー                        | ノミネート |
| アカデミー賞     | 1993 | 視覚効果賞                    | ジュラシック・パーク            | 受賞       |
| アカデミー賞     | 1996 | 視覚効果賞                    | ドラゴンハート                  | ノミネート |
| アカデミー賞     | 1997 | 視覚効果賞                    | スターシップ・トゥルーパーズ    | ノミネート |
| 英国アカデミー賞 | 1983 | メイクアップアーティスト賞    | スター・ウォーズ/ジェダイの復讐 | ノミネート |
| 英国アカデミー賞 | 1988 | 特殊効果賞                    | ロボコップ                      | ノミネート |
| 英国アカデミー賞 | 1993 | 特殊効果賞                    | ジュラシック・パーク            | 受賞       |